# George Barrows

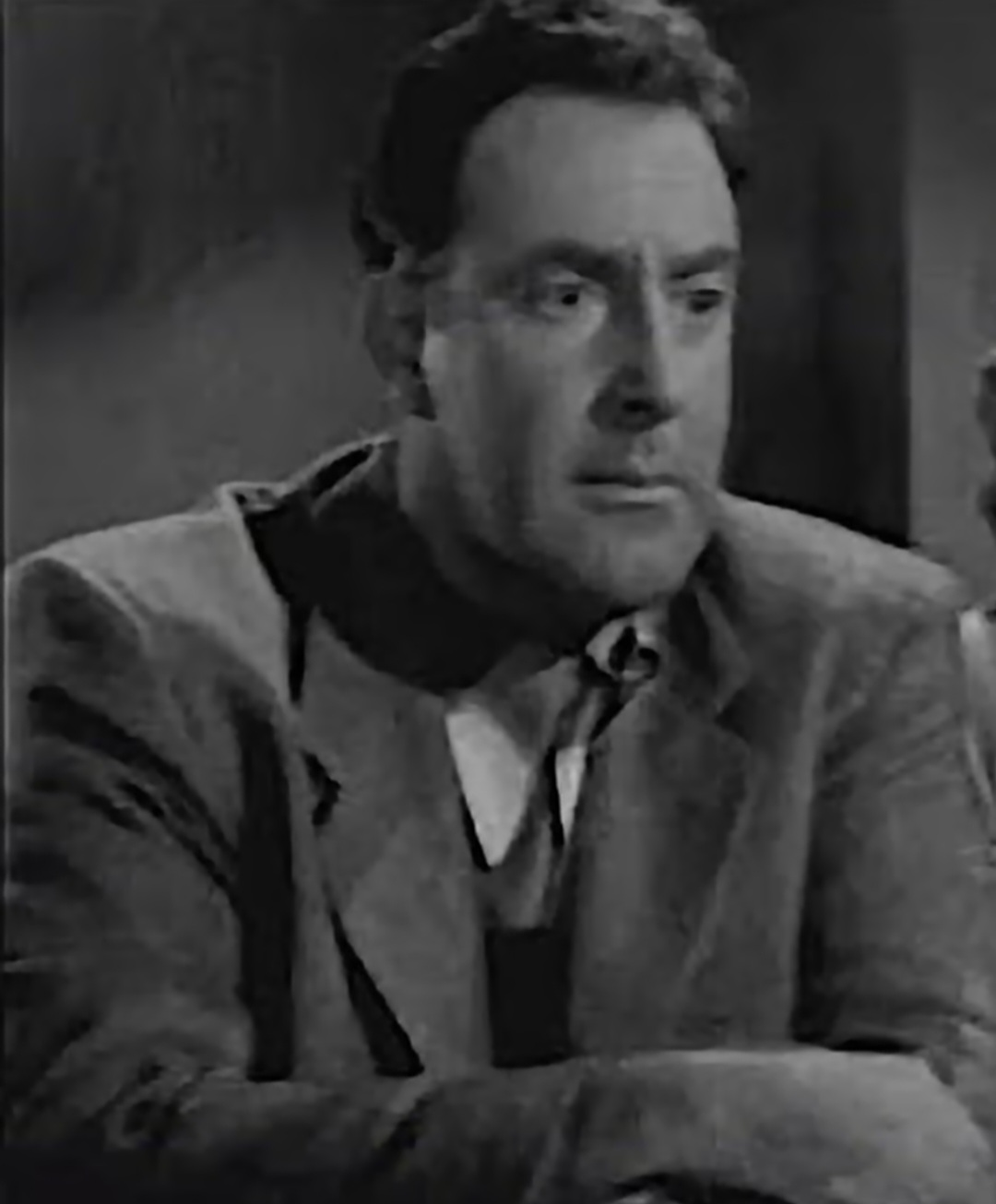
George Barrows en "Mesa de las Mujeres Perdidas", 1959.

George D. Barrows (7 de febrero de 1914-17 de octubre de 1994) fue un actor estadounidense conocido por encarnar a Ro-Man en el film Robot Monster.
Nacido en la ciudad de Nueva York, era hijo del actor Henry A. Barrows. A menudo llevaba un traje de gorila en sus actuaciones cinematográficas. Aparte de su trabajo con el disfraz, Barrows usualmente interpretaba pequeños papeles, aunque rara vez apareció en los créditos de sus películas.
Barrows fabricó el disfraz de gorila que usó en Robot Monster, Gorilla at Large, y otras películas. Actualmente se exhibe en la colección del Museo de Historia Natural del Condado de Los Ángeles.
George Barrows falleció en 1994 en Oxnard (California).

## Filmografía
| Año  | Título                            | Papel                           | Observaciones                                              |
| ---- | --------------------------------- | ------------------------------- | ---------------------------------------------------------- |
| 1936 | College Holiday                   | Bailarín                        | Sin créditos                                               |
| 1939 | El jorobado de Notre Dame         | Papel menor                     | Sin créditos                                               |
| 1940 | Buck Benny Rides Again            | Bailarín                        | Sin créditos                                               |
| 1940 | The son of Monte Cristo           | Pequeño papel                   | Sin créditos                                               |
| 1941 | King of the Texas Rangers         | Teniente de dirigible           | Sin créditos                                               |
| 1942 | Mrs. Wiggs of the Cabbage Patch   | Papel desconocido               | Sin créditos                                               |
| 1942 | Fall In                           | Quinto columnista               | Sin créditos                                               |
| 1946 | Magnificent Doll                  | Jedson                          | Sin créditos                                               |
| 1948 | Street With No Name               | Gorila de gimnasio              | Sin créditos                                               |
| 1948 | Juana de Arco                     | Soldado francés                 | Sin créditos                                               |
| 1948 | Wake of the Red Witch             | Marinero                        | Sin créditos                                               |
| 1949 | Tulsa                             | Jugador                         | Sin créditos                                               |
| 1950 | Cargo to Capetown                 | Marinero                        | Sin créditos                                               |
| 1952 | A Girl in Every Port              | Marino                          | Sin créditos                                               |
| 1952 | Dreamboat                         | Comandante en film mudo         | Sin créditos                                               |
| 1952 | The Abbott and Costello Show      | Padre de Bingo/Gorila           | Serie televisiva; 2 episodios: The Haunted Castle y Safari |
| 1953 | Jalopy                            | Conductor                       | Sin créditos                                               |
| 1953 | Robot Monster                     | Ro-Man/Gran Orientador          | Papeles duales                                             |
| 1953 | Mesa of Lost Women                | George, el enfermero            |                                                            |
| 1953 | Todos los hermanos eran valientes | Luchador en un motín            | Sin créditos                                               |
| 1954 | I Led 3 Lives                     | Mako                            | Un episodio                                                |
| 1954 | The Lone Wolf                     | Joe Reed                        | Un episodio                                                |
| 1954 | Duffy of San Quentin              | Convicto                        | Sin créditos                                               |
| 1954 | Stories of the Century            | Secuaz en el saloon             | Un episodio                                                |
| 1954 | Gorilla at Large                  | Goliath el Gorilla              | Sin créditos                                               |
| 1954 | Outlaw's Daughter                 | 'Rock' Swenson                  |                                                            |
| 1955 | Captain Midnight                  | Fleck                           | Un episodio                                                |
| 1955 | Son of Sinbad                     | Oficial del califa              | Sin créditos                                               |
| 1956 | Sergeant Preston of the Yukon     | Freighter/Sourdough             | Serie televisiva; 2 episodios                              |
| 1956 | Day of Fury                       | Jugador de cartas               | Sin créditos                                               |
| 1956 | Behind the High Wall              | Guardia                         | Sin créditos                                               |
| 1956 | Flight to Hong Kong               | Janvoort                        | Sin créditos                                               |
| 1956 | Science Fiction Theatre           | Adam el vigilante/Oficial naval | Serie televisiva; 2 episodios                              |
| 1956 | Cheyenne                          | Buck                            | Serie televisiva; un episodio                              |
| 1957 | Highway Patrol                    | George Bennett                  | serie televisiva; un episodio                              |